# Třebenice (ort i Tjeckien, Ústí nad Labem)
Třebenice är en stad i Tjeckien.   Den ligger i regionen Ústí nad Labem, i den nordvästra delen av landet, 50 km nordväst om huvudstaden Prag. Třebenice ligger 228 meter över havet och antalet invånare är 1 723.
Terrängen runt Třebenice är platt åt sydost, men åt nordväst är den kuperad.Runt Třebenice är det ganska tätbefolkat, med 56 invånare per kvadratkilometer. Närmaste större samhälle är Lovosice, 6,1 km nordost om Třebenice. Trakten runt Třebenice består till största delen av jordbruksmark.